# N-Formylmorpholin
N-Formylmorpholin ist eine chemische Verbindung aus der Gruppe der Stickstoff-Sauerstoff-Heterocyclen und Carbonsäureamide.

## Gewinnung und Darstellung
N-Formylmorpholin kann durch Reaktion von Morpholin mit Kohlenmonoxid gewonnen werden. Es sind auch noch weitere Syntheseverfahren bekannt.

## Eigenschaften
N-Formylmorpholin ist eine brennbare, schwer entzündbare, farb- und geruchlose Flüssigkeit, die leicht löslich in Wasser ist. Ihre wässrige Lösung reagiert alkalisch. Bei Erhitzung auf über 400 °C erfolgt Zersetzung.

### Sicherheitstechnische Kenngrößen
N-Formylmorpholin bildet bei erhöhter Temperatur entzündliche Dampf-Luft-Gemische. Die Verbindung hat einen Flammpunkt bei 118 °C. Der Explosionsbereich liegt zwischen 1,2 Vol.‑% als untere Explosionsgrenze (UEG) und 8,2 Vol.‑%  als obere Explosionsgrenze (OEG). Die Zündtemperatur beträgt 345 °C. Der Stoff fällt somit in die Temperaturklasse T2.

## Verwendung
N-Formylmorpholin wird zur Herstellung von Adeninhydrochlorid (gekennzeichnet mit C14) und Terphenyldialdehyd verwendet. Es wird auch als Extraktionsmittel eingesetzt.

## Trivia
Am 16. Februar 2018 flossen aus einer undichten Rohrleitung im Werksteil Nord der BASF in Ludwigshafen über das Kühlwassersystem rund 300 Kilogramm N-Formylmorpholin und rund 70 Kilogramm Methanol in den Rhein.